# Електронний папір

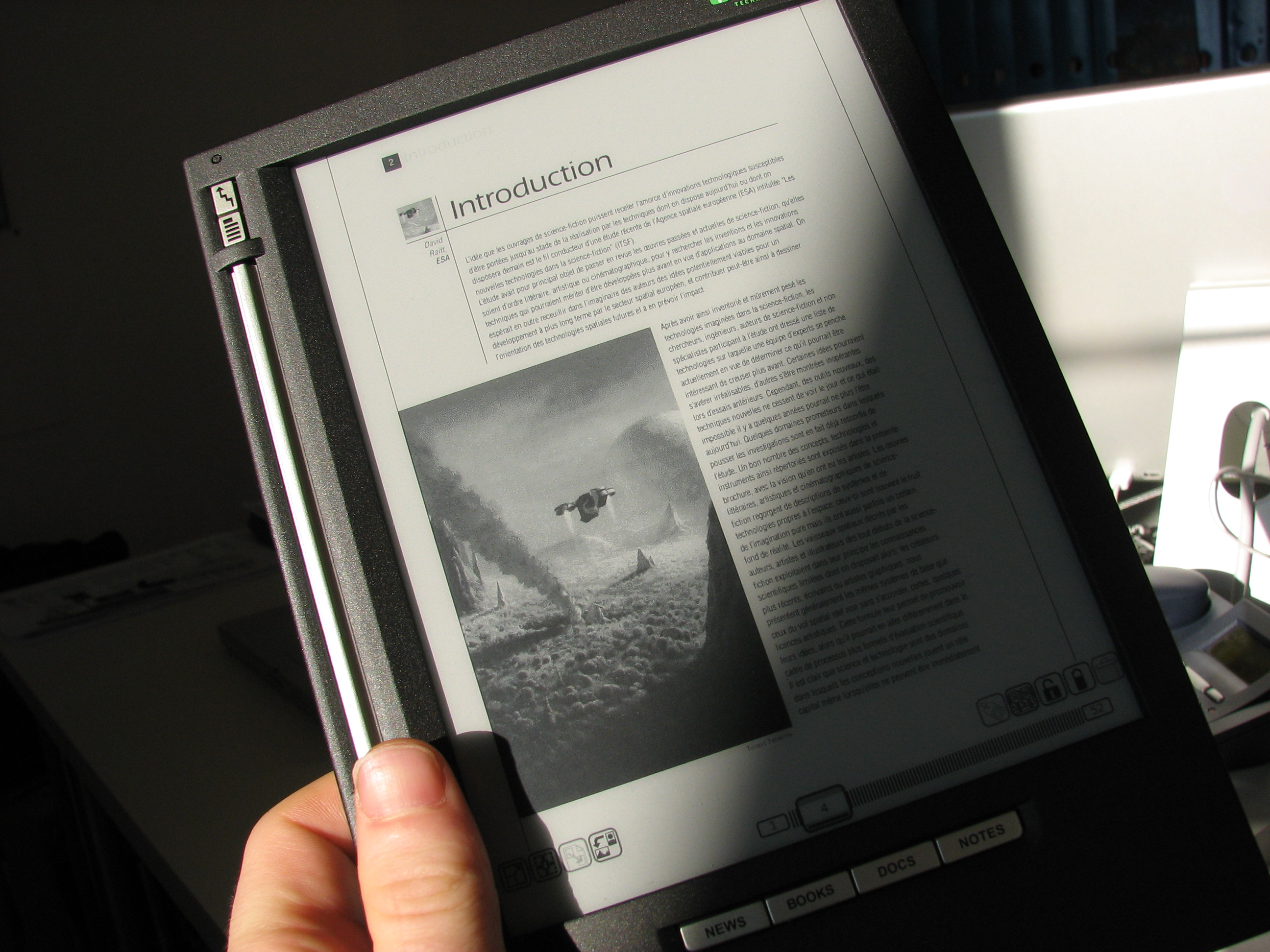
Пристрій для читання електронних книг iLiad з використанням технології електронного паперу. Дисплей на основі E-ink дозволяє читати навіть при яскравому сонячному світлі.

Електро́нний папі́р — технологія відображення інформації, яка імітує звичайне чорнило на папері. На відміну від традиційних рідкокристалічних екранів, у яких використовується підсвічення матриці для формування зображення, електронний папір відбиває світло як звичайний папір. Він може відображати текст і зображення як завгодно довго, не споживаючи при цьому електроенергію, водночас дозволяючи змінювати зображення пізніше.
Для створення електронного паперу існує кілька технологій, деякі з яких використовують пластикову підкладку та електроніку так, що отримується гнучкий дисплей. Потенційно електронний папір має бути зручнішим для читання, ніж звичайні дисплеї. Це досягається завдяки стабільному зображенню, яке не потребує постійного оновлення, широкому кутові огляду, а також через те, що електронний папір відбиває зовнішнє світло, а не випромінює власне. З електронного паперу можна читати при прямому сонячному світлі без жодних втрат зображення. Контрастність у пристроїв, доступних у 2008-році була приблизно така, як у звичайної газети, водночас у новіших пристроїв вона дещо краща. Надалі ж очікується змагання між виробниками, що полягає у створенні повноколірного електронного паперу.
Електронний папір застосовується як електронні цінники у магазинах, розклади на зупинках громадського транспорту, дисплеї у мобільних телефонах та у пристроях для відображення цифрових версій книг та журналів. Електронний папір не слід плутати з цифровим папером, що є основою для створення рукописних цифрових документів за допомогою цифрової ручки.

## Технологія

### Gyricon
Електронний папір був вперше розроблений у 1970-х роках Ніком Шерідоном (англ. Nick Sheridon) в дослідницькому центрі компанії Xerox у Пало Альто (англ. Xerox’s Palo Alto Research Center). Перший електронний папір під назвою Gyricon складався з поліетиленових сфер з діаметром 75-106 мкм. Кожна сфера — це частинка Януса, що складається з негативно зарядженого чорного пластику з одного боку та позитивно зарядженого білого пластику з іншого. Всі сфери поміщаються в прозорий силіконовий лист, при чому кожна сфера «підвішена» у бульбашці мастила для того, щоб вона могла вільно обертатися. Полярність напруги, прикладеної до кожної пари електродів визначає, яка сторона сфери — біла чи чорна — є на лицевій стороні, таким чином задаючи білий чи чорний прояв. На виставці FPD 2008 японська компанія Soken продемонструвала стіну з електронного паперу, використовуючи цю технологію.

### Електрофоретичні дисплеї

Схема електрофоретичного дисплею.

Схема електрофоретичного дисплею, що використовує кольорові фільтри.

Електрофоретичний дисплей формує зображення шляхом перерозміщення заряджених пігментних частинок за допомогою електричного поля.
У найпростішій реалізації електрофоретичного дисплею частинки діоксиду титану з діаметром близько одного мікрометра є дисперговані у мінеральній оливі. Чорна фарба додається до оливи, а також сурфактанти та домішки, що регулюють заряд (англ. Charge Control Agent, CCA) у частинках. Ця суміш розміщується поміж двох провідних пластин, розділених проміжком 10-100 мкм. Коли прикладається напруга вздовж пластин — частинки рухаються електрофоретично до пластини, що несе протилежний заряд до заряду частинок. Коли частинки знаходять на передній (лицевій) панелі дисплею, він виглядає білим, оскільки світло відбивається від титанових частинок з високим показником заломлення. Коли ж частинки розміщенні на задній стороні дисплею, то він виглядає темним, оскільки випадкове світло абсорбується кольоровою фарбою. Якщо задній електрод поділений на ряд маленьких областей (пікселів), то зображення формується шляхом прикладення відповідної напруги до кожної області дисплею, щоб створити відповідну послідовність областей відбиття та поглинання світла.
Електрофоретичні дисплеї розглядаються як основні приклади технології електронного паперу через їхню подібність до звичайного паперу та мале використання електроенергії.
Приклади комерційних електрофоретичних дисплеїв включають дисплеї з активною матрицею високої роздільної здатності, що використовуються в таких пристроях для читання електронних книг як Amazon Kindle, Barnes & Noble Nook, Sony Librie, Sony Reader та iRex iLiad. Ці дисплеї виготовляються з електрофоретичної плівки, розробленої компанією E Ink Corporation. Також технологія була розроблена компаніями Sipix (Microcup) та Bridgestone (Quick Response Liquid Powder Display, QR-LPD). Motorola FONE F3 був першим мобільним телефоном, що використовував цю технологію, щоб уникнути відблисків від прямого сонячного світла.
Електрофоретичні дисплеї можуть виготовлятися, використовуючи процес Electronics on Plastic by Laser Release (EPLaR), що є розробкою Philips, щоб задіяти існуючі заводи з випуску AM-LCD для виготовлення гнучких пластикових дисплеїв.

#### Розробка

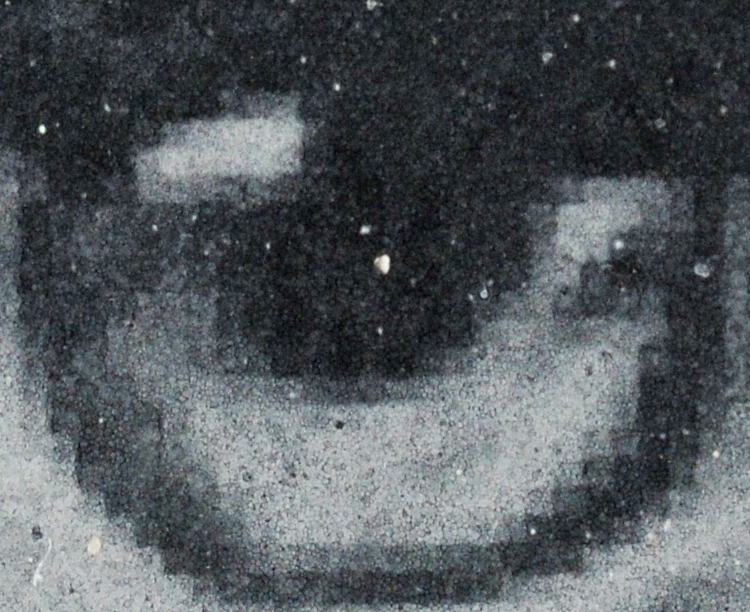
Макрозйомка екрану Kindle 3; мікрокапсули видно у [http://upload.wikimedia.org/wikipedia/commons/5/54/Kindle_3_texture_%28crop%29.jpg повному розмірі

У 1990-х роках Джозеф Якобсон (англ. Joseph Jacobson) винайшов інший тип електронного паперу. Згодом він заснував компанію E Ink Corporation, яка спільно з Philips Components через два роки розробила і вивела цю технологію на ринок. У 2005-му році Philips продали бізнес електронного паперу разом із пов'язаними патентами компанії Prime View International. Ця розробка використовувала крихітні мікрокапсули з електрично зарядженими частинками, зануреними у кольорові мастила. У ранніх версіях базова схема контролювала чи білі частинки будуть зверху капсули (тож її видно глядачу) чи внизу (глядач бачить колір мастила). Це по суті було використання тієї ж електрофоретичної технології, проте використання мікрокапсул дозволило зробити екран на гнучких пластикових листах замість скла.
Рання версія електронного паперу містила лист з дуже маленькими прозорими капсулами розмірами близько 40 мкм. Кожна капсула містила в'язку речовину з чорною фарбою (електронне чорнило) з численними частками діоксиду титану, зануреними в неї. Часточки є злегка негативно заряджені і кожна є по природі білого кольору.
Мікрокапсули знаходяться в шарі рідкого полімеру, затиснуті між двома масивами електродів, верхній з яких є прозорим. Два масиви розташовані так, що лист складається з пікселів, і кожному пікселю відповідає пара електродів, розташованих по обидві сторони листа. Лист є ламінованим з прозорого пластику для захисту, в результаті чого загальна товщина є 80 мкм, або вдвічі більше, ніж у звичайного паперу.
Мережі електродів з'єднані з схемою дисплею, яка «вмикає» і «вимикає» електронне чорнило для деяких пікселів, прикладаючи напругу до відповідних пар електродів. Застосування негативного заряду до поверхні електрода відштовхує частки на дно локальної капсули, витискаючи чорну фарбу на поверхню і даючи пікселю чорний вигляд. Зміна напруги має протилежний ефект — частки змушені віддалятися від поверхні, даючи піксель білий колір. Останнє втілення цієї концепції вимагає тільки одного шару електродів для мікрокапсул.

### Електрозмочувальні дисплеї
Електрозмочувальний дисплей (англ. Electro-wetting display, EWD) базується на контролюванні форми закритого водяного/масляного інтерфейсу прикладанням напруги. При відсутності напруги кольорове мастило формує плоску плівку між водою і гідрофобною (водовідштовхувальною) речовиною, ізолюючи покриття електродів, в результаті чого піксель є забарвлений. Коли прикладається напруга між електродом і водою, поверхневий натяг між водою і покриття змінюється. У результаті отриманий стан не є більше стабільним, що є причиною того, що вода витискає мастило вбік.
У результаті отримується частково прозорий піксель або білий піксель у випадку, якщо відбиваюча біла поверхня використовується під змінним елементом. Через малий розмір пікселів користувач зазнає лише середнє відбиття, що означає, що отримується змінний елемент високої яскравості та контрастності, який лежить в основі відбивного дисплею.
Дисплеї на основі електрозмочування мають кілька привабливих особливостей. Перемикання між білим і кольоровим відображенням є достатньо швидким для відображення відео. Це технологія, що потребує низької потужності та напруги, і дисплеї на основі ефекту можна зробити плоскими та тонкими. Відбивання та контраст досягаються кращим або таким же, як у інших відбивних дисплеїв і близькі до звичайного паперу.
Крім того технологія забезпечує унікальний шлях до повнокольорових дисплеїв високої яскравості, і веде до дисплеїв, в чотири рази яскравіших, ніж відбивних LCD та в два рази яскравіших за інші новітні технології.
Замість того, щоб використовувати червоний, зелений і синій (RGB) фільтри або альтернативні ділянки із трьох основних кольорів, що фактично веде до того, що лише третина дисплею відбиває світло у потрібному кольорі, електрозмочування дозволяє систему, в якій окремий піксель може незалежно перемикати два різні кольори. У результаті отримується те, що дві третіх дисплею відбиває світло у будь-якому потрібному кольорі. Це досягається шляхом створення пікселів із стеком з двох незалежно керованих забарвлених плівок мастила плюс кольоровий фільтр.
Використовуються кольори блакитний, пурпурний та жовтий, що є так званою субтрактивною системою, яку можна порівняти з принципом, що використовується у струменевому друці, наприклад. Порівнюючи з LCD отримується ще один множник два до яскравості, оскільки не потрібно поляризаторів.
Приклади комерційних електрозмочувальних дисплеїв включають Liquavista, ITRI, PVI та ADT.

#### Електрофлюїдні дисплеї
Електрофлюїдні дисплеї є варіантом дисплеїв, побудованих на основі електрозмочування. Електрофлюїдні дисплеї поміщають водної пігментну дисперсію у крихітний резервуар. Резервуар складається з <5-10 % видимій області пікселів і тому пігмент істотно прихований від очей. Напруга використовується для того, щоб електромеханічно виштовхнути пігмент з резервуару і поширити його як плівку безпосередньо за візалізуючу підкладку. Як результат, за кольором та яскравістю дисплей займає місце аналогічне до звичайний пігментів, надрукованих на папері. Коли напруга знімається, то поверхневий натяг рідини є причиною того, що дисперсія пігменту швидко віддається в резервуар. Як повідомлялося Issue of Nature Photonics у травні 2009 року, технологія потенційно може забезпечити 85 % відображення білого стану для електронного паперу.
Основна технологія була винайдена в Novel Devices Laboratory в університеті Цинциннаті. А даний час технологія вводиться на ринок компанією Gamma Dynamics.

### Інші бістабільні дисплеї
- Kent Displays(інші мови), виробник холестеричних рідкокристалічних дисплеїв (англ. cholesteric liquid crystal display, ChLCD)).[21]
- Nemoptic, нематичні матеріали[22]
- TRED[23]

### Інші технології
Інші дослідження електронного паперу були пов'язані з використанням органічних транзисторів, вбудованих у гнучкі підкладки, включаючи спроби вбудувати їх у звичайний папір. Простий кольоровий електронний папір складається з тонких кольорових світлофільтрів, доданих у монохромну технологію, описану вище. Масив пікселів ділиться на тріади, що як правило складаються зі стандартних блакитного, пурпурного і жовтого, так само як і в моніторів з електронно-променевою трубкою (хоча використовуючи субтрактивні основні кольори на противагу до адитивних основних кольорів). Дисплей тоді контролюється як і будь-який інший електронний кольоровий дисплей.
Приклади електрохромних дисплеїв включають Acreo, Ajjer, Aveso і Ntera.

## Недоліки

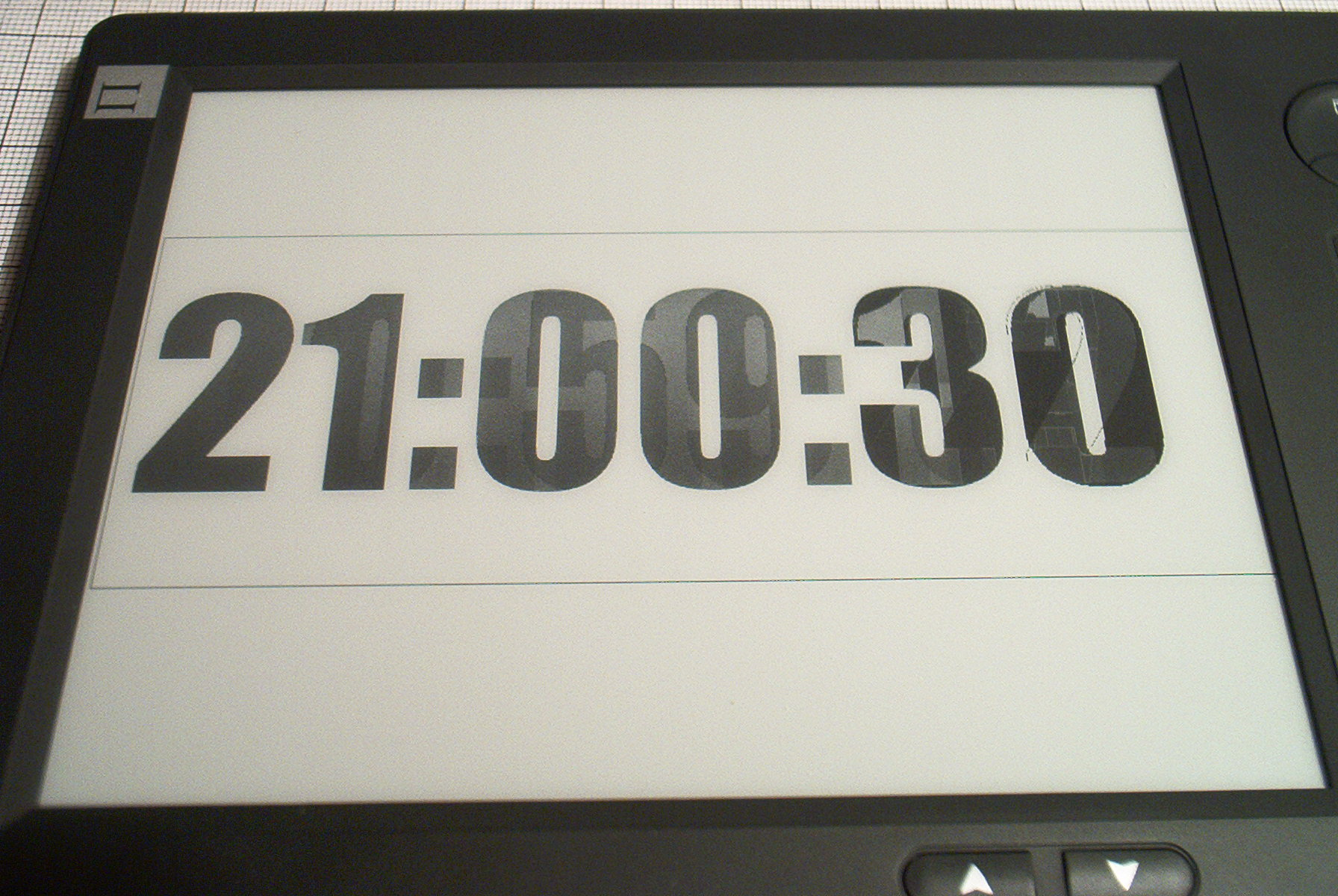
Екран на основі електронного чорнила показує «привид» попереднього зображення

Технології електронного паперу мають дуже низьку частоту оновлення у порівнянні з іншими технологіями малопотужних дисплеїв, таких як LCD. Це перешкоджає виробникам реалізовувати складні інтерактивні додатки (з використанням рухомих меню, вказівників миші або прокрутки), як ті, які можливі в кишенькових комп'ютерах. Прикладом такого обмеження є те, що документ не може бути плавно змасштабованим без крайньої розмитості під час переходу або дуже повільного масштабування.
Ще одним обмеженням є те, що відбиток зображення можуть бути видно після оновлення частини екрану. Ці відбитки відомі як «фантомні зображення», і ефект відомий як «привиди». Цей ефект нагадує вигоряння екрану, але, на відміну від нього, вирішується кількаразовим оновленням екрану. Роблячи кожен піксель білим, потім чорним, потім знову білим, можна нормалізувати контраст пікселів. Саме тому деякі пристрої з цією технологією «очищують» весь екран білим та чорним кольорами при завантаженні нового зображення з метою запобігання виникнення «привидів».

## Застосування
Кілька компаній одночасно розробляють електронний папір та чорнило. Хоча технології, які використовуються в кожної компанії забезпечують в більшості ті ж самі функції, кожна має свої окремі технологічні переваги. Всі технології електронного паперу стикаються з такими проблемами:
- Метод інкапсуляції
- Чорнило чи активний матеріал для заповнення дисплею
- Електроніка для активації чорнила

Електронне чорнило може бути застосоване як до гнучких, так і до жорстких матеріалів. У випадку гнучких дисплеїв, основа вимагає тонкого гнучкого матеріалу і водночас досить жорсткого, щоб витримувати значне зношування, наприклад, дуже тонкий пластик. Метод, як чорнило заповнюється і потім застосовуються до підкладки, є тим, що відрізняє одну компанії від іншої. Ці процеси є складними і ретельно охороняються як промислові таємниці. Виробництво електронного паперу обіцяє бути менш складним і менше витратним, ніж традиційних LCD-дисплеїв.
Є багато підходів до електронного паперу, при цьому є багато компаній, які розробляють технології в цій області. Інші технології, які застосовуються до електронного паперу включають модифікації рідкокристалічних та електрохромних дисплеїв, і електронний еквівалент Etch A Sketch у Кюсюському університеті. Переваги електронного паперу включають низьке споживання енергії (енергія споживається лише коли оновлюється дисплей), гнучкість і зручніше читання, ніж більшість дисплеїв. Електронне чорнило можна бути надруковане на будь-якій поверхні, включаючи стіни, рекламні щити, етикетки продуктів та футболки. Гнучкість фарби також зробить можливим розробку дисплеїв, що згортаються, для електронних пристроїв. Ідеальний продукт з електронного паперу — це цифрова книга, яка можна надрукувати себе і може бути прочитана так, як би вона була зроблена зі звичайного паперу, але запрограмована для завантаження і відображення тексту з будь-якої книги. Інше можливе використання — це розповсюдження електронної версії щоденної газети.

### Комерційне застосування

#### Цифрові підручники
- У січні 2007 року голландські фахівці з електронного паперу  почали пілотний проект в середній школі у Маастрихті, з використанням електронного паперу як цифрових підручників для того, щоб скоротити витрати і щоденну вагу книг для студентів.

#### Наручні годинники
- У грудні 2005 року Seiko випустила свій спектр наручних годинників SVRD001, які мали гнучкий електрофоретичний дисплей[32] а в березні 2010-ого Seiko випустила друге покоління цього знаменитого годинника на основі електронного чорнила з дисплеєм із активною матрицею.[33].
- Компанія з Гонконгу Phosphor випустили три серії годинників з використанням гнучких електрофоретичних дисплеїв з технологією електронного чорнила[34].

#### Електронні книги
- У 2004 році Sony випустила Librié EBR-1000EP у Японії, перший пристрій для читання електронних книг з дисплеєм на основі електронного паперу. У вересні 2006 року Sony випустила у США пристрій PRS-500 Sony Reader для читання електронних книг. 2 жовтня 2007, Sony анонсувала PRS-505, оновлений варіант Reader. У листопаді 2008 року Sony випустила PRS-700BC, в який було включено підсвітку і сенсорний екран.
- У листопаді 2006 року iRex iLiad був готовий до споживчому ринку. Споживачі могли спочатку читати електронні книги в форматах PDF і HTML, і в липні 2007 року була додана підтримка популярного формату Mobipocket PRC, але ціни все ще були проблемою для багатьох. З появою конкуруючих Cybook(інші мови) ціни знизилися майже на 50 %.
- Наприкінці 2007 року, Amazon почав виробництво та маркетинг Amazon Kindle, електронні книги з дисплеєм з електронного паперу. У лютому 2009 року Amazon випустив Kindle 2, а в травні 2009 року було анонсовано більший Kindle DX. У липні 2010 року було анонсовано третє покоління Kindle.[35].
- У листопаді 2009 Barnes and Noble випустили Barnes & Noble Nook на основі операційної системи Android. Цей пристрій відрізняється від інших відомих пристроїв тим, що має змінний акумулятор і окремий сенсорний екран нижче основного екрану для читання.

#### Газети
- У лютому 2006 року фламандська щоденна газета De Tijd розповсюдила електронну версії видання для вибраних передплатників для обмеженого маркетингового дослідження, використовуючи пре-реліз версії iRex iLiad. Це було перше зареєстроване застосування електронного чорнила для видавництва газет.
- У вересні 2007 року французька газета Les Échos оголосила про офіційний запуск електронної версії документа за передплатою. Два пропозиції доступні, що поєднують річну підписку і пристрій для читання. Один цікавий момент пропозиції є вибір полегшений (176 г) пристрій для читання (адаптований для Les Échos компанією Ganaxa) або iRex iLiad. Дві різні платформи використовуються для доставки інформації для читання на щоденній основі — одна на базі нещодавно розробленої електронного чорнила GPP з Ganaxa, інша, розроблена всередині Les Échos.
- З січня 2008 року голландська щоденна газета NRC Handelsblad(інші мови) розповсюджується для пристроїв iRex iLiad.

#### Інші області застосування
Інші пропоновані застосування включають цифрові фоторамки та інформаційні щити.